# Касуэла
Касуэ́ла (исп. cazuela) — блюдо латиноамериканской кухни (преимущественно перуанской, эквадорской, аргентинской и чилийской). Представляет собой густой и ароматный бульон, полученный из нескольких типов мяса и овощей, смешанных вместе; существует ряд региональных вариантов. Блюдо было известно ещё среди индейцев-мапуче.
Чаще всего в Чили касуэла готовится из курятины или говядины, однако может готовиться и из свинины или индейки. Типичная касуэла содержит в каждой порции кусок мяса (филе или несколько костей с мясом на них, например, ножку курицы), картофель, кусок тыквы и бульон, полученный из вываривания этих и других ингредиентов. Дополнительными ингредиентами могут быть рис, мелкая вермишель, спаржа, сельдерей, картофель, лук, чеснок, мелкая капуста и другие. Летом касуэла подаётся вместе с большим початком сладкой кукурузы, который варится отдельно или в том же бульоне. Обычно бульон едят первым, а уже потом — овощи и мясо, хотя иногда их едят одновременно.